# Павлович, Боян
Бо́ян Па́влович (серб. Бојан Павловић; 8 ноября 1986, Лозница, Мачванский округ, Югославия) — сербский футболист, вратарь клуба «Слога».

## Клубная карьера
Является воспитанником сербского клуба «Црвена Звезда». С 2004 года выступал на правах аренды в различных сербских клубах низшего дивизиона. Затем играл в «Бежании», где выступил в Кубке УЕФА. В 2008 году перебрался в ФК «Македония», став чемпионом. В 2011 году перешёл в азербайджанский «Карабах».

## Достижения
- Чемпион Македонии (1): 2008/09